# Flusso di Couette

Schema di un flusso piano di Couette

In fluidodinamica si definisce flusso di Couette, o più propriamente flusso alla Couette, il flusso laminare di un fluido che si sviluppa tra due pareti piane parallele (all'asse x in un sistema ortogonale ad esempio) poste a distanza L, una inferiore fissa nello spazio e a temperatura To ed una superiore in moto con velocità costante U lungo l'asse x ed a temperatura Tl > To. Il nome è dovuto al fisico francese Maurice Couette.

## Flusso rotante
Se il flusso laminare si sviluppa nell'anello tra le pareti di due cilindri coassiali, in rotazione intorno all'asse comune, si parla di flusso rotante (o circolare) di Taylor-Couette.